# Hapalorchis trilobata
Hapalorchis trilobata är en orkidéart som beskrevs av Rudolf Schlechter. Hapalorchis trilobata ingår i släktet Hapalorchis och familjen orkidéer. Inga underarter finns listade i Catalogue of Life.